# Ultraroyalistes (France)
Pour les articles homonymes, voir Ultraroyalistes (homonymie).
L'ultraroyalisme, aussi appelé « ultracisme », et dont les membres étaient désignés sous le nom d'ultraroyalistes ou d'ultras, est un mouvement politique de la Restauration. Ses membres siègent à droite au sein de la Chambre des députés.
Le nom d'« ultraroyalistes » était utilisé par ses adversaires politiques et était récusé par les intéressés. L'ultraroyalisme ne forme pas un mouvement structuré, mais une mouvance dont le principe commun est la fidélité aux souverains de la dynastie capétienne. Les ultraroyalistes défendent le caractère sacré de la royauté — Louis XVI faisant l'objet d'une vénération semblable à celle d'un saint — mais ils tendent à exclure le roi de la pratique gouvernementale en s'appropriant la Charte constitutionnelle de 1814 et en défendant un système monarchique qui s'appuie sur la noblesse.
L'ultraroyalisme naît en 1815, au moment de la Seconde Restauration, et forme jusqu'en 1821 et l'avènement du ministère Villèle, un mouvement d'opposition au sein du pouvoir royal. Soutiens des luttes contre-révolutionnaires menées depuis 1789, les ultraroyalistes reprochent à Louis XVIII sa politique centriste, incarnée par le ministère plutôt libéral de Decazes, et s'opposent aux innovations révolutionnaires et impériales.
L'accession au trône en 1824 de Charles X satisfait pleinement les ultraroyalistes, même si les ordonnances édictées au cours de son règne ne font pas l'unanimité au sein des membres de ce courant. À partir de 1825, le mouvement ultra éclate en trois tendances opposées avec à droite les ministériels de Villèle, à l'extrême droite les « pointus », menés François-Régis de La Bourdonnaye, et le centre droit regroupé autour de François-René de Chateaubriand.
Après la Révolution de 1830, de nombreux ultraroyalistes rejoignent le parti légitimiste.

## Les principaux acteurs
- Charles X
- Jules de Polignac

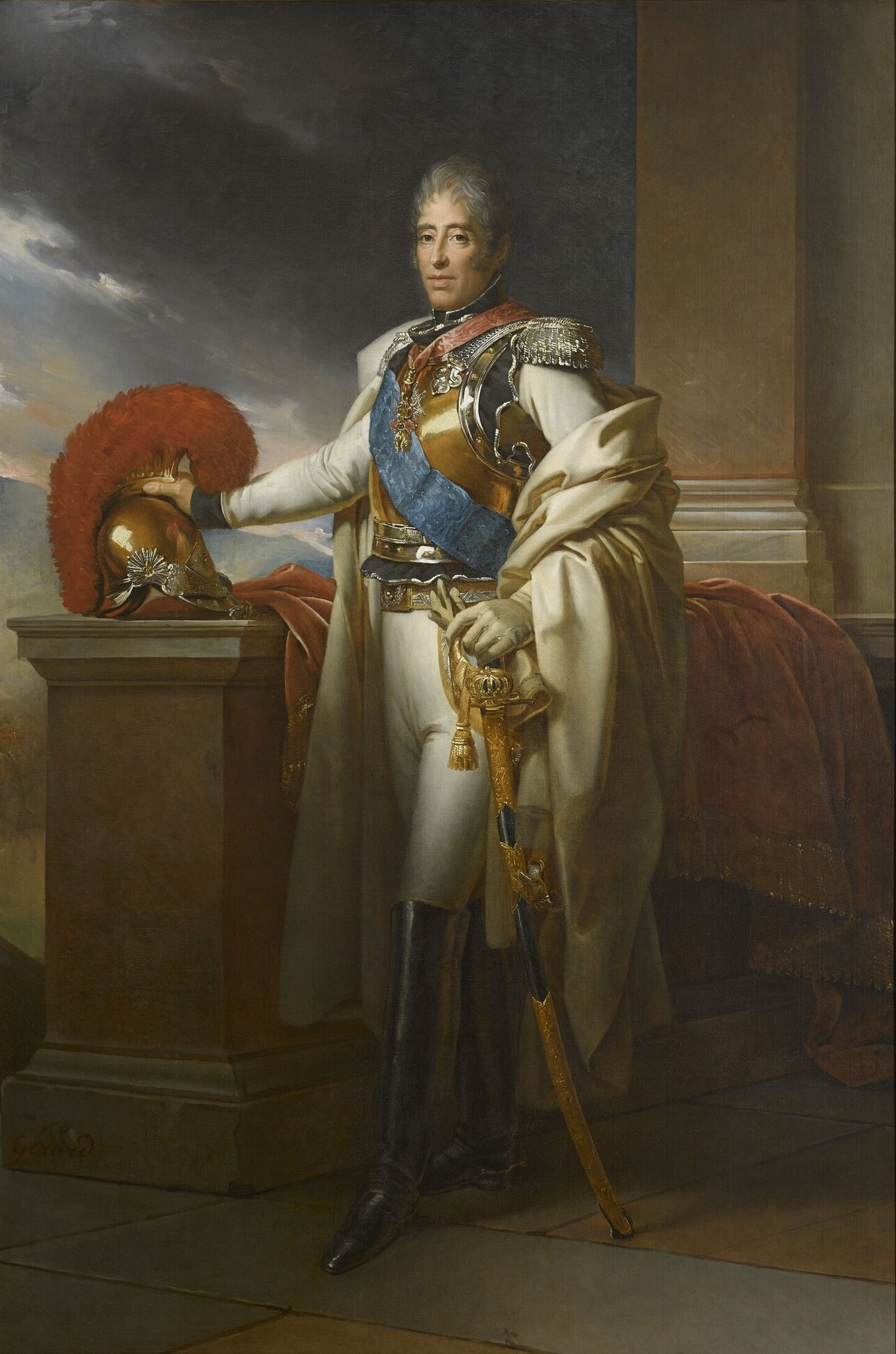
Le comte d'Artois, futur Charles X, en 1815.

- Casimir-Louis-Victurnien de Rochechouart de Mortemart
- Joseph de Villèle
- François-René de Chateaubriand
- Sosthène de La Rochefoucauld
- Édouard de Fitz-James
- Vincent-Marie de Vaublanc
- François-Régis de La Bourdonnaye
- Zoé Talon (Madame du Cayla)

## Idéologies

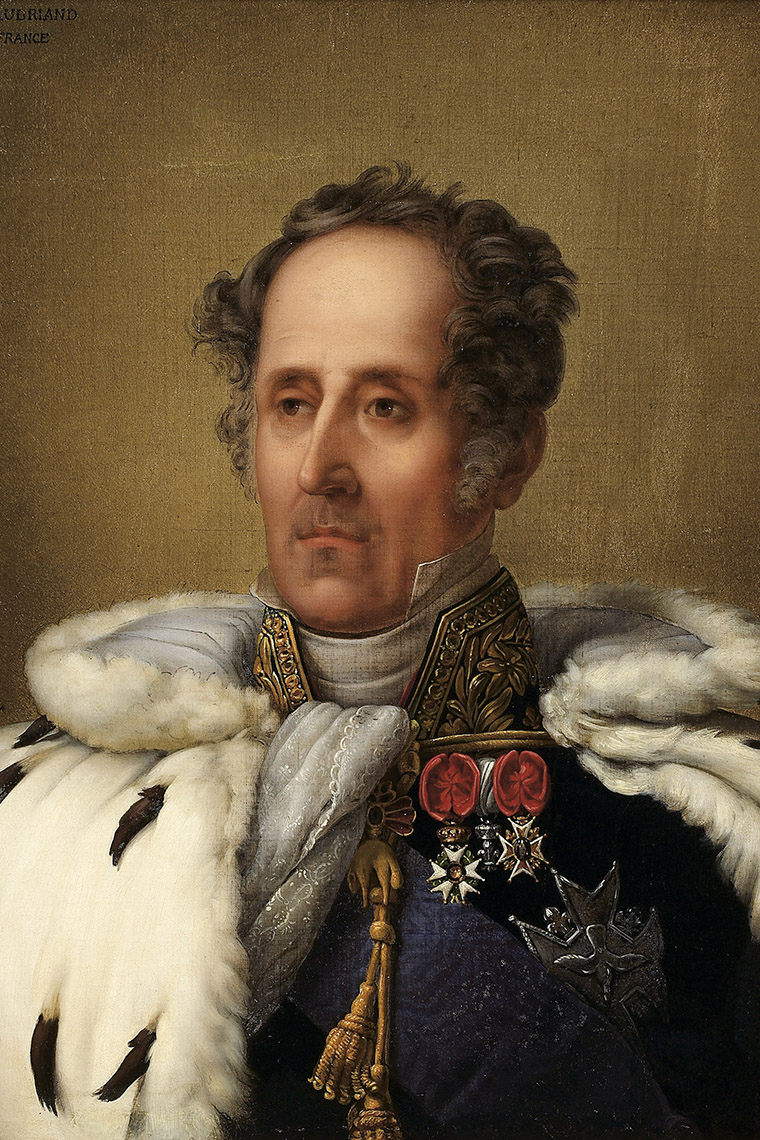
Portait de François-René de Chateaubriand, huile sur toile de Pierre-Louis Delaval, 1828, Maison de Chateaubriand, Châtenay-Malabry.

Le nom d'« ultraroyaliste » aurait été inventé par Joseph Fouché et était récusé par les intéressés. François-René de Chateaubriand attribue le néologisme d'ultraroyalisme à « la faction » :

« Comme elle disait au commencement de la révolution les aristocrates, elle dit aujourd'hui les ultra-royalistes. Les journaux étrangers à sa solde ou dans ses intérêts écrivent tout simplement les ultra. Nous sommes donc des ultra, nous tristes héritiers de ces aristocrates dont les cendres reposent à Picpus et au cimetière de la Madeleine. Par le moyen de la police, la faction domine les papiers publics, et se moque en sûreté de ceux à qui la défense n'est pas permise. La grande phrase reçue, c'est qu'il ne faut pas être plus royaliste que le roi. Cette phrase n'est pas du moment ; elle fut inventée sous Louis XVI : elle enchaîna les mains des fidèles, pour ne laisser de libre que le bras du bourreau. »

La vague ultraroyaliste apparaît dans un contexte de refus des idées révolutionnaires issues de la Révolution française de 1789, dans les dernières années de la période napoléonienne et constitua un mouvement important dans l'opposition à la Charte de 1814.
La chute de l'Empire et la restauration royaliste apparurent aux émigrés victorieux telles l'accomplissement d'un cycle biblique et un renouveau providentiel[réf. nécessaire]. La colère divine apaisée, la réconciliation entre la France et son roi semble se confirmer par l'élection d'une « chambre introuvable » largement dominée par les ultra-royalistes. Jeunes, sans expérience de gouvernement, n'ayant pour passé politique que les combats et complots contre la République, les ultras appartiennent pour la plupart à la petite et moyenne noblesse de province, envieuse de la grande noblesse et défiante vis-à-vis de la cour et du gouvernement. Sa fidélité insoumise au roi, malgré le roi, se résume en son exclamation rituelle : Vive le roi quand même !.
Leur première — et paradoxale — affirmation politique est le rejet de la charte octroyée par Louis XVIII aux Français et qui consacre à leurs yeux un abaissement de l'autorité du roi, une injure à la religion catholique en ce qu'elle reconnaît la liberté des cultes et une flétrissure en ce qu'elle constitue un compromis avec la Révolution donc avec le Mal. À ce rejet idéologique, s'ajoute une contestation constitutionnelle : majoritaires au parlement, ils devraient selon l'interprétation faite par Chateaubriand dans sa Monarchie selon la Charte ou par Vitrolles dans son Ministère dans le gouvernement représentatif, voir les ministres du roi choisis en leur sein. Ainsi donc les ultras se font-ils défenseurs d'un régime parlementaire. De même défendent-ils opportunément, contre la minorité ministérielle doctrinaire, le renouvellement intégral de la chambre aux élections et l'élargissement du droit de suffrage aux classes populaires,.

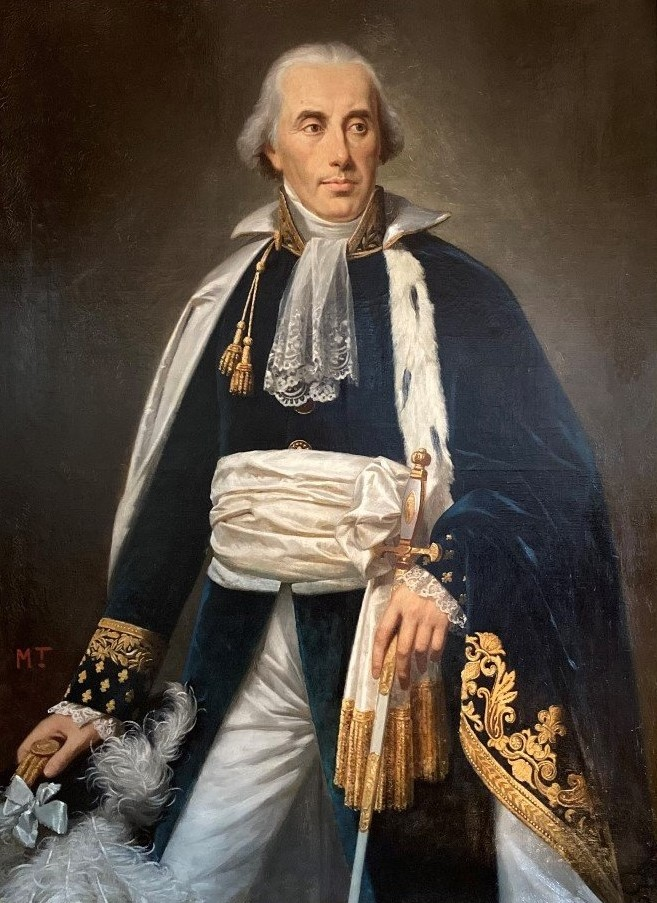
Portrait de Louis de Bonald, huile sur toile de Louis Hersent, 1823.

Un des principaux objectifs des ultras est de rétablir la prépondérance de l'aristocratie sur la bourgeoisie. À ce titre ils cherchent à s'appuyer d'une part sur les provinces contre Paris en prônant la décentralisation et d'autre part sur les populations rurales conservatrices en demandant en 1815 l'établissement du suffrage universel en remplacement du suffrage censitaire
Selon l'historienne Hélène Becquet : « La croyance en la sacralité de la personne royale n'entraîne pas ipso facto la reconnaissance d'un pouvoir royal absolu. Le modèle monarchique ultra n'est pas Louis XIV mais bien Henri IV ou plutôt un Henri IV réinventé, qui s'appuie sur sa noblesse et ses fidèles pour gouverner. Les ultras sont d'un point de vue idéologique, les héritiers directs de Boulainvilliers et de Montesquieu, ce qui explique la facilité avec laquelle ils s'approprient la Charte. C'est Chateaubriand qui, dans son De la monarchie selon la Charte, a le mieux synthétisé ces idées. Le roi, représentant de Dieu sur Terre, est un arbitre plutôt qu'un acteur du jeu politique et son caractère sacré l'oblige à se tenir au-dessus des partis ».
Avec le lancement du journal Le Conservateur, François-René de Chateaubriand expose ses principes :

« D'abord je dois déclarer que ni moi ni mes amis ne prendrons jamais aucun intérêt à un ouvrage qui ne soit pas parfaitement constitutionnel. Nous voulons la Charte. Nous pensons que la force des royalistes est dans la franche adoption de la monarchie représentative. Leurs ennemis le sentent si bien qu'ils ne les craignent que sur ce terrain : aussi voyez ce qu'ils font pour les en chasser ! Nous avons pris la Charte comme un manteau disent-ils mais au fond du cœur, nous avons juré la perte de la liberté, le rétablissement de l'Ancien régime, le retour des privilèges, de l'inquisition et de la féodalité. Critique ridicule ! Si nous voulons la Charte c'est justement parce que nous jugeons que le retour à l'Ancien Régime n'est ni possible, ni souhaitable »

Louis de Bonald en revanche porte de fortes critiques contre la Charte : « Toute constitution représentative pousse à la démocratie, et par conséquent aux révolutions, puisqu'elle admet la démocratie comme élément nécessaire du pouvoir. C'est un ver placé au cœur de l'arbre : il est inutile de le dissimuler, et il faut reconnaître le danger pour le combattre ». Louis de Bonald prône le retour à une société d'ordre monarchique et religieux. Dieu est l'unique détenteur de la souveraineté, le pouvoir royal n'étant que médiateur entre les hommes et Dieu. Il substitue une Déclaration des droits de Dieu, à la Déclaration des droits de l'homme et du citoyen de 1789, où l'homme n'a que des devoirs et aucun droit. Le pouvoir venant de Dieu, il ne peut être qu'absolu, toute limitation ou dépendance lui est étrangère. Le roi est l'intermédiaire obligatoire entre le pouvoir qui commande et le sujet qui obéit.
Chateaubriand et Bonald ont des idées similaires sur l'inviolabilité du pouvoir royal, la place de la religion dans la société et l'éducation, mais sont en totale opposition sur la Charte et la liberté de la presse.

## L'apparition d'une réaction contre-révolutionnaire

### L'émergence ultraroyaliste
L'ultraroyalisme n'était au début qu'incarné par un petit nombre et n'était resté qu'une opinion, qu'un avis politique. Mais les hommes qui en faisaient partie souhaitaient une restauration intégrale de la monarchie absolue, un retour en arrière et considéraient même la révolution comme satanique, d'où leur intransigeance vis-à-vis des idées qui en sont sorties, car "comment peut-on pactiser avec le mal ?". Cependant, un homme du nom de Ferdinand de Bertier de Sauvigny décida de fonder l'Ordre des Chevaliers de la Foi au milieu de l'année 1810, mais il en laisse les commandes à Mathieu de Montmorency, plus âgé et plus expérimenté (Chateaubriand en aurait fait partie).
À la fin de 1813, la « bannière » de Paris était présidée par le comte de Clermont-Mont-Saint-Jean, son secrétaire étant Louis de Gobineau. Durant les années suivantes, l'Ordre s'est étendu en province, surtout dans le Midi aquitain et l'Ouest où il avait suffi de ranimer les anciennes organisations, comme la chouannerie en Vendée, et de s'affilier leurs chefs.
Les membres de l'Ordre communiquaient et échangeaient des informations oralement, la crainte de la police impériale étant très présente et tout document écrit pouvant être intercepté. Ainsi, châteaux, presbytères… servaient de halte ou d'objectifs, de manière que le messager ne fasse pas plus de 10-12 lieues avant de transmettre son message à un autre homme qui le relayait. Ce moyen a permis par exemple de répandre le succès des armées alliées bien avant le courrier officiel. Mais, pendant que l'Empire était encore debout, ce n'est que cette forme de résistance que les membres privilégiaient, c'est-à-dire une forme de résistance dissimulée, faisant de la propagande et de l'embrigadement populaire leur moyen de gagner en renommée et excitant le mécontentement populaire contre le régime impérial en soulignant ses faiblesses.

### Le retour des Bourbons
Les royalistes considéraient que cela n'était qu'une question de temps, de l'« usurpation » à la légitimité. C'est dans cet objectif d'un retour éventuel des Bourbons que les royalistes ont patiemment préparé le terrain pour un tel évènement. Ceux-ci ont diffusé la bulle d'excommunication du pape contre Napoléon Ier, et ont fait en sorte que les ports français, ruinés par le blocus, soient totalement acquis aux Bourbons, car ils seraient synonymes de retour de paix et de prospérité. Dans certaines villes, on acclame même les troupes alliées venues occuper la France et y restaurer la monarchie en installant le comte de Provence, c'est-à-dire Louis XVIII, sur le trône, par deux reprises : en avril 1814, et en juin 1815, après l'épisode des Cent-Jours. Pendant cet épisode, les royalistes ont résisté de la même façon que précédemment, sauf dans l'Ouest, où des insurrections ont eu lieu, menées par Louis du Vergier de La Rochejaquelein. Louis XVIII s'était alors exilé en Belgique. Mais la famille royale, avant de revenir au pouvoir, avait émigré pendant un quart de siècle. Par conséquent, c'est tout naturellement qu'elle reste attachée aux conceptions du XVIIIe siècle et à l'Ancien Régime. Mais le réalisme politique de Louis XVIII a tempéré ces intentions, et il va essayer de trouver une voie intermédiaire afin de restaurer un pouvoir monarchique réel, sans pour autant s'aliéner le peuple.

## L'opposition ultra au début de la Restauration (1814-1824)

### La Terreur blanche
Louis XVIII se voulait un roi conciliant. Il a pardonné aux anciens bonapartistes et a créé une Charte. Cette Charte devait être un document contre-révolutionnaire et octroyée par le roi aux Français. Celle-ci feint de considérer la période révolutionnaire comme inexistante : « En cherchant ainsi à renouer la chaîne du temps, que de funestes écarts avait interrompue, nous avons effacé de notre souvenir, comme nous voudrions qu'on pût les effacer de l'Histoire, tous les maux qui ont affligé la patrie durant notre absence… ». Mais malgré ces concessions faites à l'esprit de l'Ancien Régime, la Charte est en fait une véritable Constitution qui fait de la monarchie mise en place, un régime beaucoup plus libéral que ce qu'avait été le régime impérial. En effet, elle conserve la plupart des acquis révolutionnaires : liberté de presse, de pensée, de culte, égalité devant l'impôt, la justice… Le roi, lui, a le pouvoir exécutif. Ses domaines sont donc la politique extérieure, les traités, la paix et les déclarations de guerre. Mais cet esprit conciliateur n'est pas du goût des ultra-royalistes qui exigent un châtiment contre ceux qui ont soutenu Napoléon pendant les Cent-Jours. Et c'est ainsi que des massacres sont réalisés sur les protestants et tous ceux qui sont supposés hostiles à la monarchie, comme ce fut le cas pour les Mamelouks, ramenés d'Égypte par Napoléon, ou d'anciens maréchaux de l'Empire. Cela a été encore plus vrai dans le Sud où étaient présents les « verdets », appelés ainsi du fait qu'ils portaient une cocarde verte du nom du comte d'Artois, futur Charles X.

### La «Chambre introuvable»
C'est dans ce climat de vengeance qu'ont eu lieu les élections d'août 1815 et qui voient la réussite des ultraroyalistes (350 sièges gagnés sur 389). Louis XVIII qualifie cette chambre de « Chambre introuvable » pour exprimer l'idée qu’il n’aurait pu en rêver une aussi favorable à son trône. Cependant, le roi pressent que l'orientation contre-révolutionnaire de cette chambre est vouée à l'échec. Derrière les chefs de cette droite ultra, qu'étaient Joseph de Villèle, Louis de Bonald, La Bourdonnaye et Jacques-Joseph Corbière, s'étaient également rassemblés les Chevaliers de la foi qui avaient prêté serment au pape et non au roi. Le roi nomma à la tête du gouvernement un modéré, le duc de Richelieu mais qui, sous la pression de la Chambre, légalise la Terreur Blanche en obtenant le vote d'un ensemble de lois répressives comme la condamnation des écrits séditieux. Le roi, qui cherchait des compromis entre idées royalistes et révolutionnaires, finit par s'inquiéter de cet esprit de vengeance et décida de dissoudre la Chambre le 5 septembre 1816. La nouvelle Chambre comprenait désormais davantage d'hommes favorables à la Charte de 1814. Quand Decazes, qui était ministre de la Police, remplace Richelieu en 1818, son pouvoir est grand car il bénéficie d'une pleine confiance du roi. Les ultras vont par la suite critiquer la politique de Decazes et le 13 février 1820, un évènement survient mettant à bas sa carrière : le duc de Berry est assassiné. Ce dernier faisait partie des ultras, qui, du coup, accusent de laxisme Decazes, qui aurait, selon eux, été complice des assassins. Le roi renvoie Decazes qui sera remplacé par Richelieu, puis par Villèle en 1821. L'influence des ultras va demeurer ainsi à son maximum grâce à celui-ci à la tête du gouvernement. De plus, l'état de santé de Louis XVIII s'affaiblit et il commence à laisser les rênes du pouvoir à son frère le comte d'Artois, chef de file des ultras, qui devient roi sous le nom de Charles X, à la mort de son frère en 1824.

## Les ultras au pouvoir

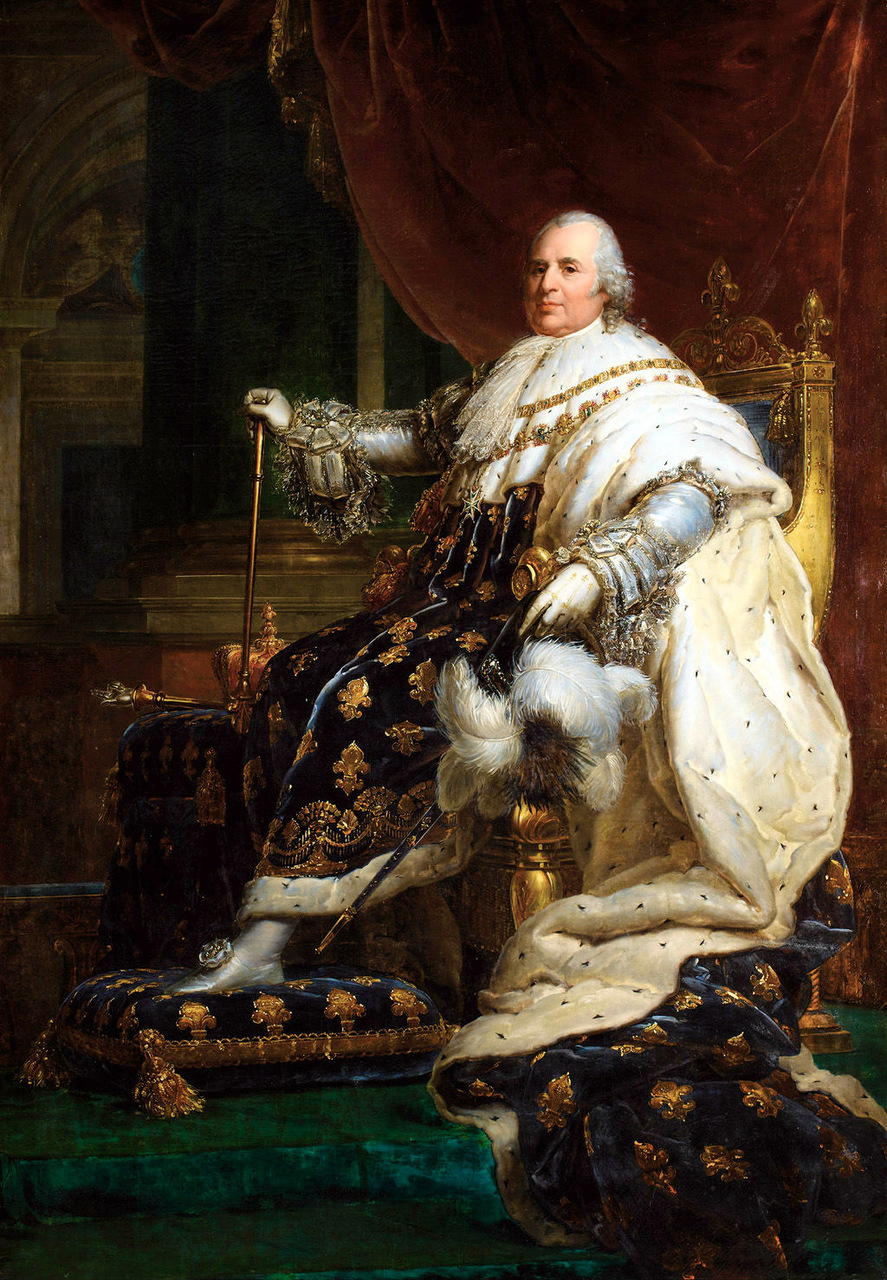
Portrait du couronnement de Louis XVIII.

### L'engouement pour la monarchie restaurée
Lorsque Charles X arrive au pouvoir, celui-ci jouit d'un certain prestige, à tel point que la répression du mouvement carbonariste, composé de libéraux, de bonapartistes et de républicains, n'a entrainé qu'un faible bouleversement populaire par manque, justement, de popularité. La prépondérance des ultraroyalistes est même confirmée. Aux élections générales de 1824, il n'y a que 19 libéraux élus sur 430 députés. Il est vrai qu'encore, à cette période, seuls les notables les plus riches votent, mais les bourgeois, qui font partie de cette classe sociale, sont généralement libéraux, et le fait qu'ils votent en faveur des ultra-royalistes constitue un véritable changement dans les mentalités. Il suffit de rajouter à cela l'aristocratie qui vote traditionnellement dans ce même camp, et la majorité du corps électoral y est ainsi réunie. Dans le domaine de la littérature, le mouvement romantique ravive le souvenir de l'Ancien Régime, Chateaubriand exalte le christianisme, quant à Victor Hugo et Lamartine (décoré de la Légion d'honneur), ils s'inspirent de la France monarchique, Henri IV surtout, faisant figure de modèle politique. Le Moyen Âge est même à la mode chez les jeunes bourgeois. Enfin, le sacre de Charles X donne lieu à un spectacle grandiose, acclamé par la foule. C'est un véritable enthousiasme pour une France réconciliée dans le culte de sa dynastie.

### Divisions et chute des ultras
Mais ce prestige fut de courte durée. Leur volonté de renouer trop fortement avec le passé les a poussés à commettre des erreurs. Les ultras sont véritablement au pouvoir depuis la nomination de Villèle à la tête du gouvernement, en 1821. Ils ont ainsi une énorme influence dans la politique du pays. C'est donc à partir de ce moment que l'amorce réelle de la Restauration a débuté. De plus ils mènent une politique autoritaire et cléricale en remettant ainsi en cause les principes de la France nouvelle que Louis XVIII avait avec prudence préservés. C'est ainsi qu'ils rétablissent la censure en mars 1820.
Le 30 juin 1820, la loi du double vote qui réserve l'élection de 172 députés sur 430 aux plus riches, afin de limiter le vote libéral, est acceptée. Les libéraux n'ont désormais plus que 80 sièges aux élections de novembre 1820. Villèle arrive à la tête du gouvernement. En 1822, est votée une loi qui supprime la presse d'opposition. Aussi, les universités sont reprises en main par le clergé. Le vicaire général de Paris, Mgr Frayssinous, est nommé ministre des Affaires ecclésiastiques et de l'Instruction publique en 1824. Sous l'influence de celui-ci, la loi sur le sacrilège, qui punit toute personne ayant volé un objet du culte, est votée en 1825 mais ne sera jamais appliquée. La France renoue avec une monarchie des plus absolues et des plus catholiques. Enfin, Charles X fait faire des cérémonies expiatoires en mémoire de la mort de Louis XVI. Le régime s'oppose ainsi à la révolution et à ses abus multiples, cela cause parallèlement la chute des ultras, car il fut difficile de retirer au peuple des libertés acquises. C'est ce retour sur des droits acquis à la révolution qui poussa le peuple à se soulever, provoquant la révolution de juillet, dite des "Trois Glorieuses".
À partir de 1825, le mouvement ultra éclate, miné par des querelles personnelles et des divergeances idéologiques. Deux foyers de contestation se développent alors au sein de la droite. L'un, mené par La Bourdonnaye, rassemble les « pointus », déçus de la modération de Villèle et partisans d'une monarchie aristocratique, éloignée de l'application qui est alors faîte de la Charte. L'autre, regroupée autour de François-René de Chateaubriand, mortifié par son renvoi du ministère des Affaires étrangères, entraîne plusieurs parlementaires, tels que Clausel de Coussergues, Hyde de Neuville et Édouard de Fitz-James, qui entrent dans l'opposition à la politique de Villèle, jugée autoritaire, et défendent la conception d'une monarchie compatible avec l'affirmation des grandes libertés publiques.
Les Élections législatives françaises de 1827 entérinent la division de la droite. Les députés favorables à Villèle sont alors environ 175, contre un nombre équivalent de libéraux et 70 royalistes dissidents, partagés équitablement entre les partisans de Chateaubriand et les « pointus » de La Bourdonnaye.
En janvier 1828, Joseph de Villèle se voit dans l'obligation de démissionner. Charles X va alors montrer son incapacité à gouverner, en nommant Martignac à la tête du gouvernement, prônant la conciliation, mais qui ne contente personne : les ultras le trouvant trop libéral, et les libéraux le trouvant trop modéré. Le roi le renvoie le 8 août 1829. Jules de Polignac, qui est un ultra, prend sa suite, mais une opposition grandissante s'est formée au sein du gouvernement, notamment un parti républicain à l'extrême gauche. Le roi dissout la Chambre le 16 mai 1830, mais les élections de juillet ramènent 274 opposants. Le roi dissout à nouveau la Chambre en éliminant cette fois-ci la bourgeoisie de l'électorat. Adolphe Thiers, considérant cela comme une atteinte aux droits politiques, fait rédiger un appel à l'insurrection. Le 28 juillet, des barricades sont construites dans Paris, et le 29, l'insurrection ressort victorieuse. Le 31, Charles X nomme, comme lieutenant-général du royaume, le duc d'Orléans, qui sera proclamé roi des Français sous le nom de Louis-Philippe Ier le 9 août 1830. Les ultras n'ont pas su conserver leur pouvoir du fait qu'ils n'ont pas su préserver le compromis que désirait Louis XVIII entre la France royaliste et la France révolutionnaire.